# 1889 год
1889 (ты́сяча восемьсо́т во́семьдесят девя́тый) год  по григорианскому календарю — невисокосный год, начинающийся во вторник. Это 1889 год нашей эры, 9‑й год 9‑го десятилетия XIX века 2‑го тысячелетия, 10‑й год 1880‑х годов. Он закончился 136 лет назад.
| Пн | Вт | Ср | Чт | Пт | Сб | Вс |
|    | 1  | 2  | 3  | 4  | 5  | 6  |
| 7  | 8  | 9  | 10 | 11 | 12 | 13 |
| 14 | 15 | 16 | 17 | 18 | 19 | 20 |
| 21 | 22 | 23 | 24 | 25 | 26 | 27 |
| 28 | 29 | 30 | 31 |    |    |    |

| Пн | Вт | Ср | Чт | Пт | Сб | Вс |
|    |    |    |    | 1  | 2  | 3  |
| 4  | 5  | 6  | 7  | 8  | 9  | 10 |
| 11 | 12 | 13 | 14 | 15 | 16 | 17 |
| 18 | 19 | 20 | 21 | 22 | 23 | 24 |
| 25 | 26 | 27 | 28 |    |    |    |

| Пн | Вт | Ср | Чт | Пт | Сб | Вс |
|    |    |    |    | 1  | 2  | 3  |
| 4  | 5  | 6  | 7  | 8  | 9  | 10 |
| 11 | 12 | 13 | 14 | 15 | 16 | 17 |
| 18 | 19 | 20 | 21 | 22 | 23 | 24 |
| 25 | 26 | 27 | 28 | 29 | 30 | 31 |

| Пн | Вт | Ср | Чт | Пт | Сб | Вс |
| 1  | 2  | 3  | 4  | 5  | 6  | 7  |
| 8  | 9  | 10 | 11 | 12 | 13 | 14 |
| 15 | 16 | 17 | 18 | 19 | 20 | 21 |
| 22 | 23 | 24 | 25 | 26 | 27 | 28 |
| 29 | 30 |    |    |    |    |    |

| Пн | Вт | Ср | Чт | Пт | Сб | Вс |
|    |    | 1  | 2  | 3  | 4  | 5  |
| 6  | 7  | 8  | 9  | 10 | 11 | 12 |
| 13 | 14 | 15 | 16 | 17 | 18 | 19 |
| 20 | 21 | 22 | 23 | 24 | 25 | 26 |
| 27 | 28 | 29 | 30 | 31 |    |    |

| Пн | Вт | Ср | Чт | Пт | Сб | Вс |
|    |    |    |    |    | 1  | 2  |
| 3  | 4  | 5  | 6  | 7  | 8  | 9  |
| 10 | 11 | 12 | 13 | 14 | 15 | 16 |
| 17 | 18 | 19 | 20 | 21 | 22 | 23 |
| 24 | 25 | 26 | 27 | 28 | 29 | 30 |

| Пн | Вт | Ср | Чт | Пт | Сб | Вс |
| 1  | 2  | 3  | 4  | 5  | 6  | 7  |
| 8  | 9  | 10 | 11 | 12 | 13 | 14 |
| 15 | 16 | 17 | 18 | 19 | 20 | 21 |
| 22 | 23 | 24 | 25 | 26 | 27 | 28 |
| 29 | 30 | 31 |    |    |    |    |

| Пн | Вт | Ср | Чт | Пт | Сб | Вс |
|    |    |    | 1  | 2  | 3  | 4  |
| 5  | 6  | 7  | 8  | 9  | 10 | 11 |
| 12 | 13 | 14 | 15 | 16 | 17 | 18 |
| 19 | 20 | 21 | 22 | 23 | 24 | 25 |
| 26 | 27 | 28 | 29 | 30 | 31 |    |

| Пн | Вт | Ср | Чт | Пт | Сб | Вс |
|    |    |    |    |    |    | 1  |
| 2  | 3  | 4  | 5  | 6  | 7  | 8  |
| 9  | 10 | 11 | 12 | 13 | 14 | 15 |
| 16 | 17 | 18 | 19 | 20 | 21 | 22 |
| 23 | 24 | 25 | 26 | 27 | 28 | 29 |
| 30 |    |    |    |    |    |    |

| Пн | Вт | Ср | Чт | Пт | Сб | Вс |
|    | 1  | 2  | 3  | 4  | 5  | 6  |
| 7  | 8  | 9  | 10 | 11 | 12 | 13 |
| 14 | 15 | 16 | 17 | 18 | 19 | 20 |
| 21 | 22 | 23 | 24 | 25 | 26 | 27 |
| 28 | 29 | 30 | 31 |    |    |    |

| Пн | Вт | Ср | Чт | Пт | Сб | Вс |
|    |    |    |    | 1  | 2  | 3  |
| 4  | 5  | 6  | 7  | 8  | 9  | 10 |
| 11 | 12 | 13 | 14 | 15 | 16 | 17 |
| 18 | 19 | 20 | 21 | 22 | 23 | 24 |
| 25 | 26 | 27 | 28 | 29 | 30 |    |

| Пн | Вт | Ср | Чт | Пт | Сб | Вс |
|    |    |    |    |    |    | 1  |
| 2  | 3  | 4  | 5  | 6  | 7  | 8  |
| 9  | 10 | 11 | 12 | 13 | 14 | 15 |
| 16 | 17 | 18 | 19 | 20 | 21 | 22 |
| 23 | 24 | 25 | 26 | 27 | 28 | 29 |
| 30 | 31 |    |    |    |    |    |

## События
- 1 января — принятием Хайнфельдской программы закрылся объединительный съезд Социал-демократической партии Австрии[1].
- 3 января — отречение Милана Обреновича и вступление на сербский престол его сына Александра.
- 30 января — в замке Майерлинг были найдены трупы кронпринца Рудольфа и его любовницы баронессы Марии фон Вечера.
- 11 февраля — принята Конституция Японии, согласно которой, в частности, провозглашался божественный статус императора как потомка богини Солнца Аматэрасу.
- 22 февраля — Северная Дакота, Южная Дакота, Монтана и Вашингтон стали штатами США.
- 4 марта — пост президента США перешёл от Гровера Кливленда к Бенджамину Гаррисону.
- 25 марта — Менелик II, не без помощи итальянского вмешательства, был провозглашён императором Эфиопии.
- 22 апреля — президент США Бенджамин Харрисон разрешает заселение Оклахомы белыми поселенцами (прошли первые Земельные гонки в США).
- 23 апреля — основана Социал-демократическая рабочая партия Швеции, самая многочисленная шведская политическая партия.
- 2 мая — Менелик II подписал с Италией Уччальский договор о дружелюбии и торговле, а также Эфиопия признала за Италией право на обладание Эритреей и частью Тигре на севере Эфиопии.
- 3 июня — опубликовано «Временное положение о Санкт-Петербургских Высших женских курсах». Только 28 сентября последовало согласие Александра III на возобновление работы курсов.
- 14 июня — над архипелагом Самоа был установлен совместный протекторат трёх держав — Германии, США и Великобритании. Договор был подписан на конференции в Берлине.
- 22 июня — в Германии принят закон о страховании рабочих от неспособности к труду.
- 8 июля — вышел первый выпуск The Wall Street Journal.
- 12 июля — в России была учреждена должность земских участковых начальников, заменивших собой мировых судей[2].
- 14 июля — в Париже открылся учредительный конгресс II Интернационала[3].
- 14—21 июля — Парижский конгресс II Интернационала, объявивший 1 мая Днём солидарности рабочих всего мира и предложивший ежегодно отмечать его демонстрациями с социальными требованиями.
- 18 июля — во Франции издан закон об издольной аренде[4].
- 2 августа — Закари получил статус города[5].
- 19 августа — англо-португальский конфликт.
- 22 августа — свергнут и отправился с семьёй в изгнание президент Гаити Франсуа Лежитим[6].
- 10 сентября — кончина монакского князя Шарля III; престол унаследовал его сын принц Альбер I, открытия которого в области океанографии и палеонтологии принесли ему мировую славу.
- 22 сентября — во Франции прошёл первый тур (6 октября — второй тур) парламентских выборов Третьей республики. Левые получили большинство: 366 из 576 мест.
- 17 октября — президентом Гаити стал бывший министр сельского хозяйства генерал Луи Флорвиль Ипполит[7].
- 19 октября — принц дон Карлуш вступил на престол Португалии после своего отца Луиша I.
- 15 ноября — в Бразилии свергается император Педру II. Страна провозглашается республикой.

### Наука и техника
- 1 января — в Северной Америке в штатах Калифорния и Невада наблюдалось полное солнечное затмение.
- 8 января — Герман Холлерит получает патент на изобретение электрической машины для бухучёта.
- 2 апреля — в Париже открывается Эйфелева башня. Она была построена как символ и использовалась как входная арка парижской Всемирной выставки 1889 года, которая длилась с 6 мая по 31 октября.
- 6 августа — в Лондоне открыт отель «Савой», первая в мире гостиница с ванной в каждом номере.
- 23 сентября — Фусадзиро Ямаути основал компанию Nintendo.
- 28 сентября — 1-я Генеральная конференция по мерам и весам приняла систему мер, сходную с СГС, но основанную на метре, килограмме и секунде, так как эти единицы были признаны более удобными для практического использования.
- 6 октября — в Париже построено кабаре Мулен Руж.
- 14 ноября — вдохновлённая романом Жюля Верна, американская журналистка Нелли Блай отправляется в кругосветное путешествие «за 80 дней». Путешествие удалось совершить за 72 дня.

#### Без точных дат
- Абель, Фредерик Август совместно с профессором Дьюаром разработал новый тип бездымного нитроглицеринового пороха, известный под именем кордита, который был принят на вооружение в Англии.
- Создано Товарищество Кузнецова, крупнейшее объединение частных фарфоровых заводов России.
- Основана французская компания Michelin.
- Софья Ковалевская получила большую премию Парижской академии за исследование задачи о вращении тяжёлого несимметричного волчка
- Людвиг Эммануилович Нобель поручает РТО присуждение один раз в пять лет премии и медали имени Эммануила Нобеля (Иммануэль), своего умершего отца, за исследования и разработки в области науки и техники.
- Г. Цааном (Zahn G.) открыта парадоксальная эмболия.
- Гоппе-Зейлер впервые выделил и описал гиматомелановые кислоты.

### Спорт
- 20 января — начался Матч за звание чемпиона мира по шахматам.
- 22 марта — в отеле «Адельфи» основан английский футбольный клуб «Шеффилд Юнайтед».
- 6 октября — Гансом Мейером был впервые покорён Килиманджаро.
- 24 декабря — в Росарио английскими рабочими железной дороги был основан «Центральный Аргентинский Железнодорожный Атлетический Клуб» Росарио Сентраль.

#### Без точных дат
- В июне на стадионе в Белфасте Уильям Хьюм выступил в гонках на велосипеде с пневматическими шинами.
- Основан североирландский футбольный клуб Гленавон.

### Искусство
- 12 декабря издана первая часть сказки «Сильви и Бруно» Льюиса Кэрролла.

#### Без точных дат
- Наследие Иоганна Штрауса, которое насчитывало 251 творение, было издано его сыном осенью 1889 года в Лейпциге.
- Представлена пьеса Герхарта Гауптмана «Vor Sonnenaufgang».

## Родились
См. также: Категория:Родившиеся в 1889 году
- 2 февраля
  - Струве, Василий Васильевич, крупнейший советский востоковед-марксист (ум. 1965).
  - Жан Жозеф Мари Габриэль де Латр де Тассиньи, маршал Франции. В 1945 году Подписал от имени Франции Акт о капитуляции Германии (ум. 1952).
- 28 февраля — Дыбенко, Павел Ефимович, советский государственный и военный деятель (ум. 1938).
- 7 марта — Герасимович, Борис Петрович, советский (российский) астроном (ум. 1937).
- 9 марта — Ваврик, Василий Романович, русский и украинский писатель, поэт, литературовед, историк, исследователь фольклора; один из наиболее ярких представителей галицко-русского движения в XX веке (ум. 1970).
- 20 марта — Александр Николаевич Вертинский, русский эстрадный артист, киноактёр, композитор, поэт и певец (ум. 1957).
- 7 апреля — Габриела Мистраль, чилийская поэтесса, просветительница, дипломат, борец за права женщин, лауреат Нобелевской премии по литературе (ум. 1957).
- 14 апреля — Ефим Дмитриевич Боголюбов, русско-германский шахматист (ум. 1952).
- 16 апреля — Чарли Чаплин, актёр немого и звукового кино, композитор и режиссёр (ум. 1977).
- 20 апреля — Адольф Гитлер, германский канцлер (1933—1945), лидер Национал-социалистической немецкой рабочей партии (НСДАП), фюрер нацистской Германии (ум. 1945).
- 22 апреля — Людвиг Ренн, немецкий писатель (ум. 1979).
- 25 апреля — Дикий, Алексей Денисович, — советский актёр, режиссёр, народный артист СССР (ум. 1955).
- 26 апреля — Витгенштейн, Людвиг, австро-английский философ (ум. 1951).
- 28 апреля — Антониу ди Оливейра Салазар, португальский государственный деятель, фактический лидер Португалии с 1932 по 1968 (ум. 1970).
- 2 мая — Александр Дехтерёв, русский педагог, писатель, архиепископ Виленский и Литовский (ум. 1959).
- 9 мая — Чжан Цюнь, китайский политик, глава правительства Китая (1947—1948) (ум. 1990).
- 6 июня — Сикорский, Игорь Иванович, русский авиаконструктор (ум. 1972).
- 23 июня — Анна Андреевна Ахматова (Горенко), русская поэтесса (ум. 1966).
- июль — Бочкарёва, Мария Леонтьевна, русская офицер и мемуаристка, создавшая первый в российской армии женский батальон. Единственная женщина — полный Георгиевский кавалер (ум. 1920).
- 1 июля — Вера Игнатьевна Мухина, русский скульптор (ум. 1953).
- 5 июля — Кокто, Жан, французский писатель, художник, кинорежиссёр, деятель искусства, виднейшая фигура интернационального авангарда первой половины XX века (ум. 1963).
- 8 июля — Гуревич, Борис Абрамович, российский философ, публицист, поэт, юрист и правовед (ум. 1964).
- 10 июля — Николай Николаевич Асеев, русский советский поэт (ум. 1963).
- 11 июля — Анненков, Юрий Павлович, — русский живописец и график, художник театра и кино, заметная фигура русского авангарда, литератор (ум. 1974).
- 17 июля — Гарднер, Эрл Стэнли, американский писатель, классик детективного жанра (ум. 1970).
- 26 июля — Антонов, Александр Степанович активный участник Тамбовского восстания, во время хода которого был начальником штаба 2-й повстанческой армии (убит 1922).
- 30 августа — Будак, Миле, хорватский государственный деятель и писатель (казнен 1945).
- 26 сентября — Хайдеггер, Мартин, немецкий философ (ум. 1976).
- 26 сентября — Мозжухин, Иван Ильич, русский киноактёр (ум. 1939).
- 4 ноября — Вердеревский, Дмитрий Николаевич, контр-адмирал, морской министр Временного правительства (ум. 1947).
- 13 ноября — Берзин, Ян Карлович, один из создателей и руководитель советской военной разведки, начальник охраны Ленина (расстрелян 1938).
- 13 ноября — Остап Вишня, украинский писатель, юморист и сатирик (ум. 1956).
- 18 ноября — Станислав Викентьевич Косиор, украинский советский государственный и партийный деятель, партийный лидер Украины в 1928—1938 годах (ум. 1939).
- 20 ноября — Хаббл, Эдвин Пауэлл, американский астроном (ум. 1953).
- 9 ноября — Бобров, Сергей Павлович, русский поэт, критик, переводчик, математик и стиховед, один из организаторов русского футуризма (ум. 1971).

## Скончались
См. также: Категория:Умершие в 1889 году
- 23 января — Игнацы Домейко, чилийский геолог, ректор Чилийского университета (род. 1802 ).
- 10 февраля — Эммануил Боздех, чешский драматург, переводчик (род. 1841).
- 23 апреля — Барбе д'Оревильи, Жюль Амеде, французский писатель и публицист (род. 1808).
- 4 мая — Василий Александрович Кокорев, русский предприниматель и меценат, почётный член ИАХ (род. 1817).
- 7 мая — Дмитрий Андреевич Толстой, граф, русский государственный деятель, член Государственного совета (род. 1823).
- 10 мая — Михаил Евграфович Салтыков-Щедрин, русский писатель (род. 1826).
- 31 мая — Ойген Фердинанд фон Хомайер (р. 1809), немецкий орнитолог.
- 15 июня — Михай Эминеску, классик румынской литературы (род. 1850).
- 29 июня — Джильберто Гови, итальянский физик, естествовед и политик; автор ряда научных трудов (род. 1826).
- 3 июля — Вильгельм Газенклевер, немецкий поэт (род. 1834).
- 13 июля — Роберт Гамерлинг, австрийский поэт и драматург (род. 1832).
- 16 июля — Микеле Амари — итальянский историк и политик (род. 1806).
- 19 августа — Филипп Огюст Матиас Вилье де Лиль-Адан, французский писатель, граф (родился в 1838).
- 20 августа — Андрей Александрович Краевский, русский издатель, редактор, журналист и педагог (род. 1810)
- 23 сентября — Уильям Уилки Коллинз, английский писатель (род. 1824).
- 6 октября — Жюль Дюпре, французский художник, представитель барбизонской школы (род. 1811).
- 17 октября — Чернышевский, Николай Гаврилович, российский философ-утопист, революционер, редактор, литературный критик, публицист и писатель (род. 1828).
- 6 декабря — Джефферсон Дэвис, американский государственный деятель, первый и единственный президент КША (род. 1808).
- 12 декабря — Роберт Браунинг, английский поэт (род. 1812).
- 19 декабря — Иван Ильич Глазунов, тайный советник, издатель и книготорговец; городской голова Санкт-Петербурга (род. 1826).
- 24 декабря — Джоуль, Джеймс Прескотт, английский физик (род. 1818).
- 29 декабря — глава Бенина Глехе покончил жизнь самоубийством.